# Micrilema crawshayi
Micrilema crawshayi är en fjärilsart som beskrevs av George Francis Hampson 1903. Micrilema crawshayi ingår i släktet Micrilema och familjen björnspinnare. Inga underarter finns listade i Catalogue of Life.